# Transurfing
Transurfing sau Transurfingul realității   este o învățătură ezoterică creată în 2004 pe baza unei serii de cărți cu același nume scrise de Vadim Zeland. Este descrisă ca o învățătură despre o tehnică capabilă să concentreze energia gândurilor pentru a implementa scenariul dorit. Autorul se referă la ideea unei lumi multi-variante.
Cărțile lui Zeeland au fost publicate în mai multe limbi, printre care și limba română. Potrivit ziarului federal rus Komsomolskaia Pravda, tirajul total al cărților pe tema transferului realității în 2010 a depășit 3 milioane de exemplare. Cotidianul rus Izvestia a inclus cartea Transurfingul realității. Gradul 1: Spațiul Variantelor în lista celor mai populare cărți printre cititorii din Moscova în 2019.

## Denumire
Paternitatea expresiei „transurfingul realității” (sau pur și simplu „transurfing”) îi aparține  lui Zeeland. Potrivit autorului, termenul indică „planarea” de-a lungul „liniilor vieții”, precum surful; este „alunecarea prin spațiul variantelor” sau „transformarea unei potențiale opțiuni în realitate” sau „trecerea prin liniile vieții”. 

## Idei principale
Învățătura este expusă în mai multe cărți, care susțin că Vadim Zeland este un receptor accidental al învățăturii, și nu autorul ei. Astfel, în cartea Murmurul stelelor dimineții se indică faptul că autorul a primit idei în vis de la „Supraveghetorul” sau „Păzitorul cunoștințelor antice”. După cum notează N. N. Plujnikova, este vorba despre cunoștințe mistice secrete pe care autorul dorește să le împărtășească. Cărțile trebuie citite pe rând, deoarece fiecare reprezintă un pas sau o etapă în dobândirea cunoștințelor.
Ideea principală a transurfingului este că o persoană are capacitatea de a controla realitatea cu ajutorul gândirii la nivel metafizic. Pentru a realiza acest lucru, o persoană trebuie să reflecteze în mod constant și să ia deciziile corecte. Conform învățăturilor lui Zeland, universul constă dintr-un spațiu multidimensional de opțiuni, din care o persoană individuală materializează un vector cu ajutorul gândurilor sau ideilor (autorul folosește conceptul de „imagini mentale”). O persoană își construiește și își gestionează realitatea individuală pentru a-și atinge scopul și, de asemenea, schimbă în mod constant spațiul interpersonal. Întrucât realitatea este plastică, conștiința individuală nu este asociată cu întregul colectiv într-un anumit punct sau cu ajutorul scopului existenței. În Transurfingul realității. Gradul 2: Murmurul stelelor dimineții, transurfingul este definit ca o tehnică puternică de control al destinului - această tehnică permite tuturor să-și schimbe viața în bine și să-și găsească fericirea. După cum afirmă Zeland, conceptul său decurge din interpretarea multiple-lumi din fizica cuantică modernă. Astfel, „lumea cu multiple variante este prima sa proprietate fundamentală”, iar „realitatea are o varietate de forme de manifestare”. După cum notează Plujnikova, afirmațiile autorului sunt axiome care ar trebui luate pe baza credinței; nu pot fi testate sau dovedite empiric. Autorul asigură ermeticitate cunoștințelor sale și protecția la critică cu ajutorul unor dispozitive retorice: Zeland separă imediat zonele necesare de informații de cele inutile (redundante), ceea ce îi permite să nu răspundă la unele întrebări (tehnica de „evadare”).
Printre principalele concepte de transurfing se numără „pendulul”  și „șablonul”, acesta din urmă poate fi pozitiv și negativ. Primul explică interacțiunile universale dintre energie și informație. Pendulul este o „structură energetică-informațională”, un fel de program care se construiește pe gândurile indivizilor și le controlează comportamentul; oamenii nu realizează că pendulul le determină acțiunile. În plus, un grup de pendule poate crea o structură mai autonomă - un „pendul de grup”. După cum notează Plujnikova, autorul nu informează cititorul despre faptul că „structurile energetice-informaționale” nu au fost descoperite de oamenii de știință până în prezent (inclusiv nici în fizica cuantică).
Conceptul de „diapozitiv” descrie o viziune distorsionată asupra realității. Astfel, un diapozitiv negativ care afectează comunicarea cu oamenii este un sentiment de inferioritate cauzat de nemulțumirea față de sine. Un astfel de diapozitiv poate fi transformat într-unul pozitiv; dacă creați în mod conștient un diapozitiv pozitiv, realitatea înconjurătoare poate fi schimbată. După cum notează Plujnikova, această teorie nu este originală și a fost dezvoltată în psihologia rusă de Dimitri Uznadze („atitudinea psihologică”).
Zeland crede că realitatea viselor vă permite să modelați în mod adecvat realitatea - evenimentele din timpul somnului nu sunt percepute de o persoană ca ceva neobișnuit. O parte a teoriei lui Zeeland este recomandarea sa puternică pentru o dietă cu alimente crude: el a scris o carte specială de bucate.

## Analize și evaluări
Din punctul de vedere al scriitorului și criticului literar Dmitri Bikov, autorul Zeland „spune prostii. Da, prostii, și este scris ca o prostie tipică - puțin mai bine decât un ciclu de cărți despre vrăjitoarea pădurii Anastasia, puțin mai rău decât Castaneda, din care Zeland fură de bunăvoie și generos ...”
Transurfingul a câștigat popularitate în rândul tinerilor, cu toate acestea, potrivit lui N. N. Plujnikova, a fost în general ignorat atât de oamenii de știință, cât și de autorii literaturii ezoterice. În rândul criticilor, a devenit celebră cartea-eseu Anti-Zeland.
Transurfingul se caracterizează printr-un grad ridicat de intertextualitate și amestecă discursurile populare, științifice, colocviale și artistice. Sociologul M. Malțev consideră transsurfingul pseudoștiință sau paraștiință care, încercând să îmbine știința și ezoterismul, oferă individului răspunsuri la provocările vieții de zi cu zi și oferă protecție împotriva pierderii identității în condiții postmoderne.
Publicistul Anatoli Wasserman consideră că transurfingul este o modalitate de a seta gândirea pentru o căutare activă a rezolvării problemelor.
Potrivit reprezentanților Bisericii Ortodoxe Ruse, transurfingul realității dăunează sufletului unei persoane și îl înstrăinează de Dumnezeu.

## Autor
În 2007, la Centrul Lumea Armoniei pentru Psihologie Practică din Ekaterinburg, s-a admis că Zeland a fost inventat de grupul de edituri Ves, care publică cărți despre transurfing. Din acest punct de vedere, textele care i se atribuie sunt scrise de mai mulți autori. Pe site-ul personal al lui Vadim Zeland, acest tip de informații sunt refuzate:
Vadim Zeland este unul dintre cei mai citiți scriitori contemporani. În același timp, identitatea sa este învăluită în mister și a devenit deja legendă, deoarece nu-și face reclamă și nu participă la evenimente publice. Există o părere că Vadim Zeland nu există deloc și un grup de oameni de știință scriu sub pseudonimul său, pentru că se presupune că nu este posibil ca o persoană să îmbrățișeze și să creeze așa ceva. Și totuși, persoana este destul de reală.